# 蔡東洲
蔡東洲（英語：Tsoi Tung Chau，1984年8月6日—），是一名香港註冊物理治療師，持有物理治療針灸文憑，亦是一名泰拳教練和太極導師，前民建聯成員。

## 生平
出生於福建省南安市。
在嬰孩時期(半歲)與媽媽一起來到香港定居。
兒時家境清貧，一家五口在觀塘區內的板間房居住。
小學時期 (1990-1996) 就讀觀塘官立小學;
中學時期 (1996-2003) 就讀聖公會梁季彝中學;
大學時期 (2003-2006) 就讀香港理工大學的物理治療系，畢業後成為了香港註冊的物理治療師，主力從事長者復康服務。
及後他於2008年報讀了香港理工大學舉辦的工商管理碩士課程(公營機構管理)，並於2010年以良好成績畢業。他在就讀碩士期間對香港的政治產生濃厚興趣，並於2011年初加入民建聯，他希望能運用自己的專業知識，為地區長者開辦健康講座，教導長者預防跌倒的知識和舒緩關節痛症的技巧。
2012年，他創辦了政府根據《税務條例》第88條獲豁免繳税的慈善團體 一 "香港居家安老協會"，為有需要的長者提供居家支援服務。
在2013年10月16日，他在香港電視發牌事件中因反對政府黑箱作業，而與民建聯黨內管理層的政見出現嚴重分歧，及後退黨。
在2014至2019年期間，他於香港專業教育學院任教醫療保健高級文憑，長時間與年青人接觸和溝通。經歷了雨傘運動 (2014)、魚蛋革命 (2016) 和反修例事件 (2019) 後，他更體會到年青人對政府的怨憤和對傳統泛民政黨的失望。政治光譜在數年間傾向本土派。
在 2018年，他有感社會嚴重撕裂，弱勢社群的聲音被嚴重忽略，報名參選2018年香港立法會補選九龍西地方直選，希望為無聲者發聲，為無權者充權。可惜他最終因為缺乏傳統政黨的資源及準備時間太過倉促而落敗。

## 參選2018年立法會補選
2018年，蔡東洲以獨立身份參選2018年香港立法會補選九龍西地方直選。

### 選舉結果
他最終得到2,794票（得票率為1.30%），無法晉身立法會。